# Henrique Galvão
Carlos Henrique da Mata Galvão, född 4 februari 1895 i Barreiro, Portugal, död 25 juni 1970 i São Paulo, Brasilien, var en portugisisk militär, författare och politiker. I sin ungdom var han anhängare av Salazars Estado Novo (Nya staten), men under tjänstgöring i Angola blev han häftig motståndare till fascistregeringen. År 1961 var han med och kapade passagerarfartyget Santa Maria för att uppmärksamma världen om förtrycket i Portugisiska Västafrika.

## Biografi
Henrique Galvão växte upp i en borgerlig familj i Barreiro, en industristad nära Lissabon. Fadern dog tidigt och Galvão fick ansvar för sina två yngre syskon. Vid arton års ålder skrevs han in vid universitetet i Lissabon, men ett år senare startade första världskriget och Galvão kom till Militärakademin och blev officer i armén.
Galvão var kadett och anhängare till Sidónio Pais som blev Portugals president i slutet av år 1917. Ett år senare mördades Pais och en turbulent tid med fyra presidenter följde. Den 28 maj 1926 inträffade en militärkupp i vilken Galvão deltog. Óscar Carmona blev president och António de Oliveira Salazar blev finansminister.

### Politiska uppdrag
Galvão tjänstgjorde i kommunförvaltningen Montemor-o-Novo i provinsen Alentejo. Han stödde Salazar som fått ordning på Portugals ekonomi.
- Anordnade ”Utställningen om Portugals kolonier” i staden Porto (1934)
- Chef för Portugals Radio
- Kolonialtjänsteman i Angola
- Guvernör i provinsen Huila, södra Angola.

### Livet i Angola
Galvão kom till Portugisiska Västafrika i början av 1926 och tillträdde tjänsten som kolonialadministratör i provinsen Huila i södra Angola. Han skrev flera rapporter till regeringen i Lissabon och två romaner. 1929 blev han utnämnd till provinsguvernör.

### Angolas representant i Nationalförsamlingen
Efter andra världskrigets slut utlyste diktatorn Salazar val till Nationalförsamlingen för att tillgodose västmakternas krav på demokrati. Det blev dock inga fria val, men Galvão utsågs till Angolas representant i Nationalförsamlingen.
Vid ett möte i Nationalförsamlingen läste Galvão upp sin rapport ”Infödingarnas problem i portugisiska kolonier”. Det blir brist på arbetskraft eftersom 30 procent av kontraktsarbetarna dör. Barn, kvinnor och gamlingar går inte fria från arbetskontrakt. Han fördömde den skamliga behandlingen av infödingarna och avslutade med att endast de döda undantas från kontrakt.
Den portugisiska regeringen avvisade dessa anklagelser och entledigade Galvão från armén. 1950 förlorade han sin plats i Nationalförsamlingen.

### Fängelse
Den 6 januari 1952 arresterade PIDE Galvão och höll honom inspärrad i flera hemliga fängelser. I slutet av året dömdes Galvão för konspiration mot staten av en militärdomstol till tre års fängelse. Efter ett par år upphävdes domen och en ny rättegång inleddes, nya anklagelser framfördes och den första domen godkändes med tillägget att Galvão förlorade sin pension och alla medborgerliga rättigheter under 15 år. Han spärrades in på Santa Marias mentalsjukhus.
I januari 1959 lyckades Galvão fly från sjukhuset och gömde sig i Lissabon i trettio dagar. Därefter tog han sig till Argentinas ambassad och sökte asyl. Den 30 maj lämnade han ambassaden i sällskap med ambassadören och tog flyget till Buenos Aires 

## Operation Dulcinea
Galvão förstod att det portugisiska folket inte längre stödde Salazars regering och tog som sin uppgift att organisera en resning mot diktaturen. De flesta motståndsmän fanns i Brasilien, men det var omöjligt för honom att få brasilianskt visum. I Venezuela fanns den portugisiska motståndsrörelsen  det Patriotiska Rådet. Galvão flyttade till Caracas och tillsammans med den oppositionsledaren Humberto Delgado föddes Operation Dulcinea. Planen gick ut på att skapa internationell uppmärksamhet för diktaturernas vanskötsel i Portugal och Spanien och dess kolonier.

### Santa Maria
Den 21 januari 1961 kunde planen sättas i verket. Galväo och 24 portugisiska och spanska rebeller gick ombord på ett portugisiskt kryssningsfartyg i Curaçao, Nederländska Antillerna. När Santa Maria med 600 passagerare och 300 besättningsmän kom ut på internationellt vatten kapades fartyget. Rebellernas mål var att föra Santa Maria till Luanda i Angola. När fartyget rapporterades saknad begärde Portugal hjälp från NATO. Det dröjde närmare en vecka innan ett danskt lastfartyg upptäckte Santa Maria på Atlanten och rapporterade läget till US Coast Guard. Amerikanska flottan med flera jagare och atomubåten USS Seawolf satte omedelbart kurs mot det rapporterade läget. 
Världens massmedia skrev oupphörligt om det kapade fartyget. Den 27 januari efter radiokontakt med Galvão fick de reda på motivet att det handlade om politiska rebeller som försökte störta diktaturerna i Portugal och Spanien. Amiral Dennison, chef för Atlantflottan, beordrade Santa Maria att gå till Recife i Brasilien för att släppa av alla passagerare. Den 2 februari anlöpte Santa Maria Recife och passagerarna kunde lämna fartyget. Galvão och rebellerna begärde asyl, vilket den nyvalde presidenten beviljade.

### Efterspel
Den 4 februari attackerade milismän från MPLA fängelset i Luanda för att befria politiska fångar. Detta blev starten på det Angolanska självständighetskriget. Det skedde inför ett uppbåd av journalister från hela världen som lockats till Luanda av ”Operation Dulcinea”.
T/S Santa Maria konfiskerades av de brasilianska myndigheterna. Henrique Galvão fick asyl i Brasilien och ägnade resten av sitt liv åt författarskap. Han dog den 25 juni 1970 i São Paulo.

## Författarskap
Under tiden i Portugisiska Västafrika skrev Galvão flera rapporter om situationen i Angola och förhållanden på arbetsmarknaden till regeringen i Portugal. Han studerade också antropologi och zoologi och skrev skönlitteratur och översatte flera böcker, bland annat romaner av den amerikanska dramatikern Eugene O'Neill och den kanadensiska journalisten Lionel Shapiro, samt rapporterade från den allierade landstigningen i Frankrike den 6 juni 1944.

## Utmärkelser
- Portugals koloniala pris i litteratur för O velo d'oiro
- Riddare av Ordem Militar de Cristo (Militära Kristusorden)